# Liptovská Štiavnica
Liptovská Štiavnica (in ungherese Nagyselmec) è un comune della Slovacchia facente parte del distretto di Ružomberok, nella regione di Žilina.